# Петропавлівське (Щастинський район)
Петропавлівське (до 2025 — Денежникове) — село в Україні, у Новоайдарській селищній громаді Щастинського району Луганської області. Населення становить 968 осіб.
Село постраждало внаслідок геноциду українського народу, вчиненого урядом СРСР у 1932—1933 роках, кількість встановлених жертв в Денежниківській сільській раді — 409 людей.

## Історія
05 червня 2025 року відповідно до Постанови Верховної Ради України № 4483-IX село Денежникове було перейменовано на село Петропавлівське. Постанова набула чинності 18 червня 2025 року.

## Населення
За даними перепису 2001 року населення села становило 968 осіб, з них 13,84 % зазначили рідною українську мову, 86,05 % — російську, а 0,11 — іншу.

## Також
- Перелік населених пунктів, що постраждали від Голодомору 1932-1933, Луганська область